# Санита, Жан
Жан Санита (фр. Jean Sanitas; 6 ноября 1927, Клермон-Ферран, Франция — 7 августа 2016, Пюи-де-Дом, Франция) — французский писатель.

## Биография

### Противостояние фашистской оккупации. Послевоенная жизнь
Юность будущего писателя совпала с вооружённым противостоянием французского народа во время фашистской оккупации: вместе с отцом и своим старшим братом он активно принимал участие в общей деятельности сопротивления, а дом его отца Марселя Саниты, который работал котельщиком, долгое время был складом оружия и служил в качестве явки для партизан. Входил в специализированную группы, которая организовывала диверсии и саботажи на городских предприятиях. В 1943 году на эту группу вышло гестапо: Санита и его семья были арестованы. Впоследствии в концлагерях погибли его отец и старший брат, Жану удалось выжить.

## Литературная деятельность
После окончания войны сменил множество профессий, пока не нашёл своё призвание в журналистике. Местная организация коммунистической партии поручила ему руководство газетой департамента Пюи-де-Дом «Голос народа» («Вуа дю пепль»). Его организаторский и литературный талант был замечен в Париже и партия отозвала его в столицу, где он начал работать в центральной газете Коммунистической партии Франции для села «Земля» («Ля терр»). Здесь-то впоследствии и были напечатаны его первые новеллы и рассказы, затрагивавшие тему сопротивления фашистской оккупации. Одна из таких новелл — «День» — даже была в своё время напечатана в газете «Правда».